# Risen Symbol
Risen Symbol es el vigésimo segundo álbum de estudio del guitarrista alemán de hard rock y heavy metal Axel Rudi Pell. Fue lanzado el 14 de junio de 2024 a través del sello Steamhammer/SPV. El disco continúa con el estilo característico de Pell, mezclando influencias del hard rock clásico con una producción moderna. Destaca la inclusión de una versión del tema «Immigrant Song» de Led Zeppelin.

## Lista de canciones
Todas las canciones compuestas por Axel Rudi Pell, excepto donde se indique.
1. «The Resurrection (Intro)» – 1:41
2. «Forever Strong» – 4:41
3. «Guardian Angel» – 5:27
4. «Immigrant Song» (Jimmy Page, Robert Plant) – 5:47
5. «Darkest Hour» – 5:32
6. «Ankhaia» – 10:09
7. «Hell's On Fire» – 4:46
8. «Crying In Pain» – 6:49
9. «Right On Track» – 4:45
10. «Taken By Storm» – 7:35

## Personal
- Axel Rudi Pell – Guitarras
- Johnny Gioeli – Voz
- Volker Krawczak – Bajo
- Ferdy Doernberg – Teclados
- Bobby Rondinelli – Batería[2]

## Producción
- Producción: Axel Rudi Pell
- Ingeniero de sonido y mezcla: Thomas Geiger
- Masterización: Robin Schmidt
- Diseño gráfico: Kai Hoffmann[2]

## Recepción
El álbum recibió críticas positivas por parte de la prensa especializada. El sitio Sonic Perspectives señaló que «Axel Rudi Pell y su séquito desatan otra obra que fusiona las características estilísticas de los años 70 y 80 con un sonido contundente y afilado en 2024».  
Por su parte, The Headbanging Moose comentó que es «otro sólido y potente lanzamiento de uno de los guitarristas más confiables de la escena europea».

## Sencillos
- «Guardian Angel» – 3 de abril de 2024
- «Darkest Hour» – 22 de mayo de 2024[5]